# Folio Verlag
Der Folio Verlag ist ein Buchverlag für Literatur, Sachbücher, zeitgenössische Kunst und Reiseliteratur. 1994 wurde er von Hermann Gummerer und Ludwig Paulmichl mit Sitz in Bozen und Wien gegründet.

## Verlagsprogramm

### Kunstbücher und Ausstellungskataloge
Folio verlegt Bücher über Architektur und zeitgenössische Kunst sowie Ausstellungskataloge. Im Verlag vertretene Künstler sind unter anderem Valie Export, Nedko Solakov, Volker Lang, Peter Sellars, Markus Vallazza, Lois Weinberger, Heinz Gappmayr, Emily Jacir oder Esra Ersen. Von 1998 bis 2013 vertrieb der Folio Verlag das renommierte Magazin zur Kritik und Theorie der Kultur der Gegenwart springerin – Hefte für Gegenwartskunst.

### Reiseführer
Der Verlag richtet hier ein spezielles Augenmerk auf Südtirol. Die unter dem Reihentitel „FOLIO Südtirol erleben“ zusammengefassten Reiseführer, u. a. von Andreas Gottlieb Hempel, Oswald Stimpfl, Luisa Righi, Josef Rohrer und Stefan Wallisch, geben Tipps abseits vom Tourismus-Mainstream.

### Sach- und Kochbücher
Im Sachbuchbereich sind vor allem die Publikationen über „Ötzi“, den „Mann aus dem Eis“, hervorzuheben. Das Jugendsachbuch Die Gletschermumie von Gudrun Sulzenbacher wurde mit dem österreichischen Kinder- und Jugendsachbuchpreis ausgezeichnet. Ihr Bildsachbuch Vom Büchermachen erhielt den Jugendbuchpreis der Stadt Wien. Das Bildsachbuch „Technik in den Alpen“ wurde 2017 für den Deutschen Jugendliteraturpreis nominiert. Im Bereich der Kochbücher sticht „Schnittlauch statt Petersilie“ von Anna Matscher – erste und bisher einzige Frau unter Südtirols Sterneköchen – hervor. Herbert Hintners Meine Südtiroler Küche wurde im Rahmen des Gourmand World Cookbook Award mit dem ersten Preis in der Kategorie „Mediterrane Küche“ ausgezeichnet.

## Autoren (Auswahl)
Carlo Bonini, Massimo Carlotto, Gianrico Carofiglio, Vincenzo Consolo, Gioacchino Criaco, Bora Ćosić, Giancarlo De Cataldo, Roberta Dapunt, Zoran Ferić, Lorenz Gallmetzer, Claus Gatterer (posthum), Ernst von Glasersfeld, Michael Hamburger, Hans Heiss, Drago Jančar, Martin Kubaczek, Norman Lewis (posthum), Carlo Lucarelli, Emilio Lussu (posthum), Alberto Manguel, Dacia Maraini, Andrea Marcolongo, Melania G. Mazzucco, Ippolito Nievo (posthum), Josef Oberhollenzer, Hannes Obermair, Maxi Obexer, Pier Paolo Pasolini (posthum), Georg Paulmichl, Anita Pichler (posthum), Dmitri Prigow, Klemens Renoldner, Herbert Rosendorfer, Eva Rossmann, Gerhard Ruiss, Paolo Rumiz, Giorgio Scerbanenco (posthum), Arno Widmann, Andrea Zanzotto, Giuseppe Zigaina.

## Auszeichnungen
- 2009: Italienischer Staatspreis für Übersetzung, verliehen für die Verbreitung der Werke u. a. von Pier Paolo Pasolini, Andrea Zanzotto und Emilio Lussu in Deutschland.[1]
- 2012: Auszeichnung beim ITB Buch-Award (Berlin) für die Reiseführerreihe 55 Reise-Verführungen.[2]
- 2013: Innovationspreis beim ITB Buch-Award (Berlin) für das Infografikbuch Total alles über Südtirol.[3]
- 2024: Auszeichnung beim ITB Buch-Award (Berlin) für das Buch Der unendliche Faden – Reise zu den Benediktinern, den Erbauern Europas von Paolo Rumiz in der Kategorie „Kulturen“